# Johann Jakob Bodmer
Johann Jakob Bodmer (19 de juliol de 1698, Greifensee - 2 de gener de 1783, Gut Schönenberg) fou un escriptor, crític i filòleg suís.
Era fill del pastor protestant Hans Jakob Bodmer i d'Esther Orell. Després d'haver freqüentat l'Escola Llatina i el Col·legi Carolinum de Zúric, on va estudiar teologia, al començament va unir l'interès literari i històric a l'activitat del comerç de seda.
El 1720, coneix Johann Jakob Breitinger, amb qui va fundar la Societat de Pintors, el 1721 la revista Die Discourse der Mahlern -que, tancada el 1723, va prosseguir el 1746 com a Der Mahler der Sitten- i la Societat d'Història el 1727. El 1732, va traduir El paradís perdut de John Milton, que generà un gran interès per la literatura anglesa a Suïssa i Alemanya.
Els seus escrits, crítiques contra l'Escola de Leipzig de Johann Christoph Gottsched, exalten l'element d'allò meravellós i fantàstic en la literatura. Així doncs, a més del seu interès per Milton, exalta la literatura medieval, per això esdevé un precursor del romanticisme. En certa manera, el debat entre Gottsched, d'una banda, i Bodmer i Breitinger d'una altra, és una variant alemanya de la Querelle des Anciens et des Modernes a França.
Bodmer freqüentà autors com Klopstock, Wieland, Kleist, Goethe, Heinse…
Des del 1725 ensenyà com a suplent al Carolinum, on del 1731 al 1775 obté la càtedra d'història suïssa. El 1734, amb el seu nebot Konrad Orell i amb Konrad von Wyss, fundà l'editorial Orell & C., i el 1747 entrà a formar part del Gran Consell de Zúric.
Els seus escrits més importants són el Tractat crític sobre allò meravellós en poesia (1740) i Consideracions crítiques sobre la poètica dels escriptors (1741), en què va tractar la llibertat de la imaginació en relació amb la limitació imposada pel classicisme francès. Les epopeies de Bodmer Die Sundflutz (1751) i Noé (1751) són senzilles imitacions del Messies de Klopstock, però són totalment deficients en qualitats dramàtiques. El seu servei més valuós a la literatura alemanya va fer-lo amb les edicions dels Minnesänger i part del Cant dels Nibelungs.